# Epitonium lowei
Epitonium lowei är en snäckart som först beskrevs av Dall 1906.  Epitonium lowei ingår i släktet Epitonium och familjen vindeltrappsnäckor. Inga underarter finns listade i Catalogue of Life.